# Damien Waeghe
Damien Waeghe (* 11. November 1984 in Strasbourg) ist ein französischer ehemaliger Handballspieler, der auf der Spielposition rechter Rückraum eingesetzt wurde.

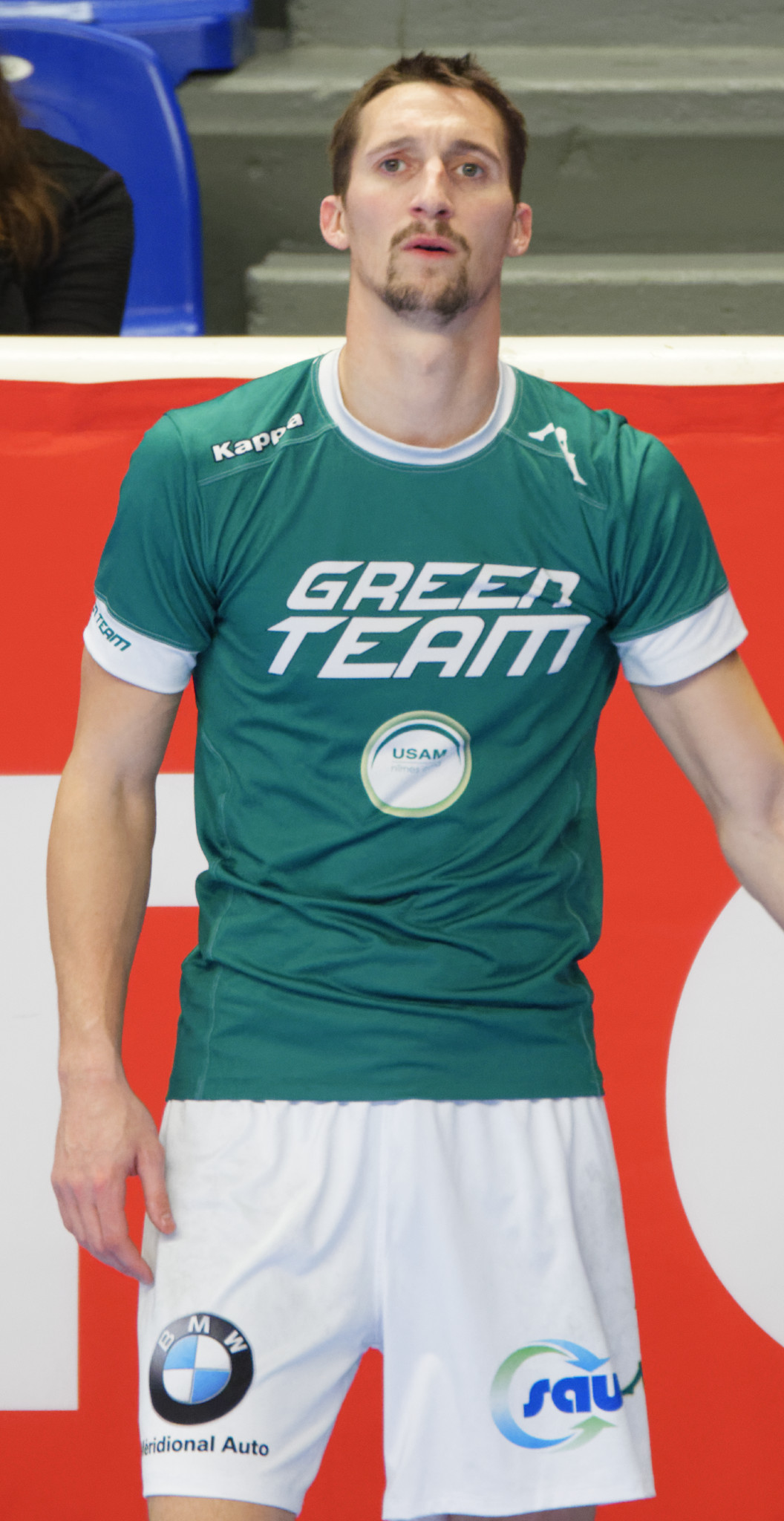
Damien Waeghe im Spiel zwischen PSG Handball und USAM Nîmes. In Coubertin, 11. März 2015.

## Vereinskarriere
Der 1,98 Meter große und 79 Kilogramm schwere rechte Rückraumspieler spielte in Frankreich bei ASPTT Strasbourg (1994–2000) sowie ASL Robertsau (2000–2005) in der ProLigue, bei SC Sélestat Handball (2005–2007), Pontault-Combault (2007–2008) und US Créteil HB (2008–2011) in der LMSL bzw. der ProLigue, bei Tremblay-en-France Handball (Juni 2012 bis 2013) in der LMSL, USAM Nîmes Gard (2013 bis Februar 2016) sowie beim Zweitligisten Mulhouse HSA (Februar 2016 bis Oktober 2016).
Er wechselte im Oktober 2016 vom insolventen Verein aus Mulhouse in die Schweiz zum RTV 1879 Basel, wo er einen Vertrag für drei Monate erhielt.
Ab 2016 stand er wieder in Frankreich unter Vertrag uns spielte noch bis 2018 mit dem Team aus Bagnols in der N1M Poule 4.
Mit Créteil spielte er im EHF-Pokal (2008/2009) und mit Tremblay-en-France im Europapokal der Pokalsieger (2010/2011).

## Auswahlmannschaften
Damien Waeghe stand im Aufgebot der französischen Nationalmannschaft, so für die Handball-Europameisterschaft 2010. Er debütierte in der A-Nationalmannschaft am 22. März 2009 in einem Länderspiel gegen die lettische Auswahl. Insgesamt bestritt er vier Länderspiele für Frankreich.